# ももこみゆ
ももこ みゆ（ももこ みゆ、1985年12月25日 - ）は、日本のAV女優。
東京都出身。血液型：A型。身長：161cm、スリーサイズ：B83 / W60 / H85。

## 略歴
- 2004年AVデビュー。

## 作品

### アダルトビデオ
- ピュアinハート MIYU ももこみゆ（2004年6月24日、クリスタル映像）
- 18歳の秘密○　ももこみゆ（2004年7月27日、クリスタル映像）
- ももこみゆ Re-MIX（2004年8月24日、クリスタル映像）
- コスプレ召使い　ももこみゆ（2004年8月26日、クリスタル映像）
- 恥ずかしくないもん◆ももこみゆ Re-MIX (2004年8月27日、クリスタル映像)
- ももこみゆのねぇ、Hしよっ（2004年9月25日、クリスタル映像）
- いっぱいしてアゲル◆ももこみゆ Re-MIX 2 (2004年10月29日、クリスタル映像)
- ももこみゆ Re-MIX 2（2004年10月29日、クリスタル映像）
- おにいちゃんに教えてアゲル○　ももこみゆ（2004年10月30日、シーツーコーポレーション）
- GOGOハレンチ娘 ももこみゆ（2004年11月27日、シーツーコーポレーション）
- 応援してあげる！！ももこみゆ Re-MIX 3 (2004年12月17日、クリスタル映像)
- みゆのプレゼント●　ももこみゆ（2004年12月25日、クリスタル映像）
- みゆはエンジェル　ももこみゆ（2005年1月22日、クリスタル映像）
- 幸せをあなたに ももこみゆ Re-MIX 4（2005年2月25日、クリスタル映像）
- セル初×ギリモザ ももこみゆ モウ一度コノ娘ニ恋シヨウ（2005年3月11日、エスワン）
- ギリギリモザイク 6つのコスチュームでパコパコ！ももこみゆ (2005年4月11日、エスワン)
- 潮吹きFUCK G-7 PART10（2005年6月4日、クリスタル映像）
- ギリギリモザイク 萌え美少女の淫語あそび ももこみゆ（2005年6月19日、エスワン）
- ギリギリモザイク 学校でセックスしよっ ももこみゆ（2005年7月19日、エスワン）
- ギリギリモザイク ももこみゆ お願いみゆのHなおねだり (2005年8月19日、エスワン)
- ももコス＠（2005年9月1日、ワンズファクトリー）
- デジタルモザイク Vol.084 ももこみゆ（2005年9月1日、MOODYZ）
- 拘束M名器　ももこみゆ（2005年10月1日、ワンズファクトリー）
- ギリギリモザイク 6つのコスチュームでパコパコ!（2005年10月26日、エスワン）
- S級女優のじっくり極上セックス（2005年11月19日、エスワン）
- ギリギリモザイク ももこみゆ（2005年11月20日、エスワン）
- 本番100人8時間（2007年12月13日、MOODYZ） 総集編
- S1 GIRLS　COLLECTION　S1 5周年記念16時間スペシャル（2009年11月7日、エスワン） 総集編